# Chalcides mionecton
Chalcides mionecton là một loài thằn lằn trong họ Scincidae. Loài này được Böttger mô tả khoa học đầu tiên năm 1874.